# Immeuble Genevrois
L' immeuble Genevrois  est un immeuble d'appartements situé à l'angle de la rue Dampremy et de la place Saint-Fiacre dans le quartier Ville-Basse à Charleroi (Belgique). Il a été construit en 1937 par l'architecte Marcel Depelsenaire pour M. Genevrois.

## Histoire

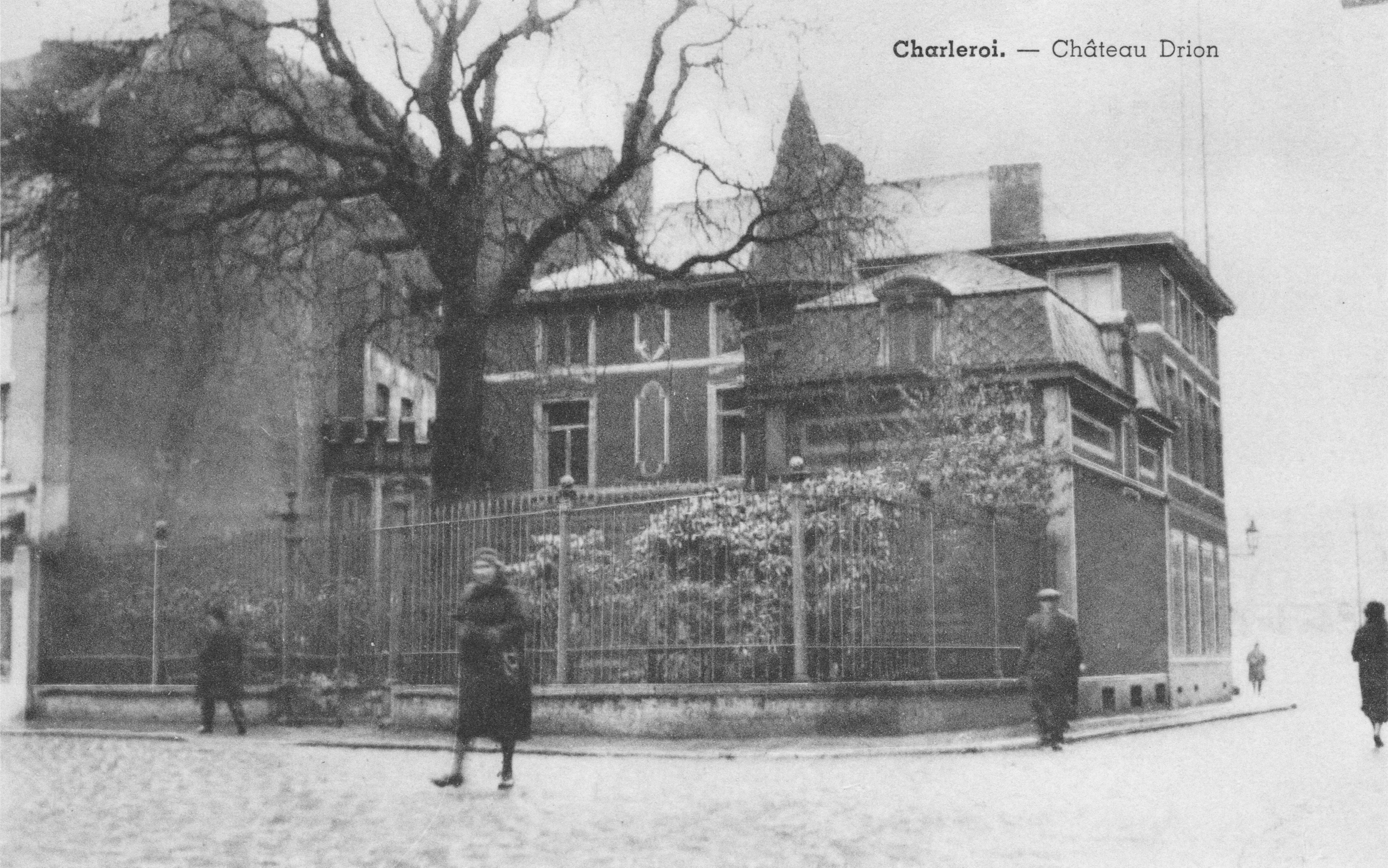
Le château Drion qui occupait anciennement l'emplacement de l'immeuble.

## Architecture
Le bâtiment a été conçu par Marcel Depelsenaire en suivant le style expressionniste de l'école d'Amsterdam. La position dans l'angle devient une opportunité pour un traitement unique de la façade qui caractérise encore sa perception depuis l'espace public. Le couronnement et ses corniches sourplombantes en béton encadrent le traitement plastique de la façade en brique,. 
Le bâtiment est divisé en 7 niveaux et maintient le programme architectural d'origine. Au rez-de-chaussée se trouvent les commerces et les appartements sur les six autres étages.